# Piroschka
Piroschka oder Piroska ist ein ungarischer weiblicher Vorname.

## Herkunft und Bedeutung
Piroska stammt vom lateinischen Vornamen Prisca, daraus wurde in Ungarn Piriska, und später Piroska. Prisca bedeutet ursprünglich: Die Ehrwürdige, die Schöne, die Herrliche. Das alte ungarische Wort Piros beeinflusste wahrscheinlich auch die Veränderung.
Da hier ungarisch piros für die Farbe Rot mit dem ungarischen Diminutivsuffix -ka verbunden wird, bedeutet der Name so viel wie ‚kleine Rote‘. Im Ungarischen wird das „s“ wie ein deutsches „sch“ (IPA: ʃ) ausgesprochen, daher wird der Name im deutschen Sprachraum meist ‚Piroschka‘ geschrieben.
Piroska ist als Frauenname für Ungarn in etwa so charakteristisch wie Heidi für die Schweiz. Daher findet man sowohl in Ungarn als auch in anderen Ländern viele Hotels, Restaurants und Spezialitätengeschäfte, die den Namen Piroska tragen, um auf ihre ungarische Identität aufmerksam zu machen. Der Name ist auch die ungarische Bezeichnung für Rotkäppchen.
Piri ist eine Koseform von Piroska/Piroschka.

## Verbreitung
In Deutschland wurde der Name – v. a. dem Kino- und Fernsehpublikum der Nachkriegszeit – bekannt mit dem Film Ich denke oft an Piroschka (1955) nach dem Roman von Hugo Hartung mit Liselotte Pulver in der titelgebenden weiblichen Hauptrolle.

## Bekannte Namensträger

### Als Vorname
- Piroska von Ungarn (1088–1134), Kaiserin von Byzanz; Tochter des ungarischen Königs Ladislaus I.
- Piroska Csontos (* 1994), ungarische Behindertensportlerin
- Piroska Molnár (* 1945), ungarische Schauspielerin
- Piroska Szamoránsky (* 1986), ungarische Handballspielerin
- Piroska Szekrényessy (1916–1990), ungarische Eiskunstläuferin
- Piroska Tábori (1892–1947), ungarische Schriftstellerin und Übersetzerin

### Als Nachname
- József Piroska (* 1930), ungarischer Alpinskiersportler
- Juraj Piroska (* 1987), slowakischer Mittelfeld-Fußballspieler